# سلوى المطيري
سلوى المطيري (10 سبتمبر 1972 -)، ناشطة اجتماعية كويتية.

## عن حياتها
خاضت السباق الانتخابي عدة مرات، بغية تحقيق الرقم الذي يؤهلها للحصول على المقعد البرلماني في مجلس الأمة معتمدة على سمعتها التي وصلت للإعلام العالمي من خلال اطروحاتها الغريبة والعجيبة وغير المنطقيه أحيانًا للبعض، سبق لها تقديم عدد من الأفكار التي تسميها هي «اختراعات خاصة».
حاصلة على «شهادة دبلوم سكرتارية» وعملت في «مركز الاستشارات الاجتماعية» التابع لمركز الطب البديل وكانت مرشحة الدائرة الرابعة.
وقد خاضت الانتخابات لأربع مرات، وأكدت توقعها في عام 2012 الوصول إلى مجلس الأمة لأنها تحمل على عاتقها قضايا المرأة الكويتية وخاصة المطلقة والعانس والأرملة ولكنها لم تستطع الوصول للمجلس لعدم كفاية الأصوات الذي حصلت عليها.
كما أنها لقبت بعدة ألقاب منها «أحمر الورد».

### حياتها الأسرية
كانت متزوجة إلا إنها انفصلت عن زوجها وانجبت ابنه واحدة منه.

## الجدل حول أطروحاتها
تراجعت عن بعض من أفكارها التي تناولت فيها قضايا إسلامية فأثارت جدلاً واسعاً في الكويت، وذلك بعد أن أصبحت هذه التصريحات مادة للتهكم على الإسلام من جانب قناة تلفزيونية أمريكية وبحسب الصحيفة فإن هذه الأفكار التي تطلق عليها «اختراعات خاصة»، كالدعوة لتقديم الخمر الإسلامي الخالي من الكحول، وسجائر الأعشاب من أجل مكافحة التدخين، بينما تراجعت عن أفكار عدة منها اقتراح فتح بيوت للجواري ليتردد عليها الأزواج، وتُسهم في الحد من زنا الرجال والخيانات الزوجية كما طالبت بسَنّ قانون للجواري في الكويت، لحماية الرجال من الفساد والزنا، واقترحت أن يتم استقدام الجواري من سبايا الروس لدى الشيشان أو من روسيا وغيرها من الدول الأخرى، وحول الأسباب التي عملت على وضع الفكرة قالت انها لم تكن ترمز إلى إهانة المرأة أو الإساءة إلى الدين الإسلامي، خاصة وأنها استشارت عن الموضوع من أحد الشيوخ في مدينة مكة المكرمة فأكد لها ان الزواج من الجواري لا يتعارض مع تعاليم الدين الإسلامي، مشددة على أن الهدف النهائي كان تنظيم العلاقات والإصلاح، منوهة بأنها لم تكن تتوقع العاصفة التي أثارتها الفكرة.

### إدّعاء رؤية الجن
نشرت خلال مقطع نشر لها على موقع اليوتيوب، ادعت فيه رؤيتها للجن والملائكة وعزرائيل وتحدثت معه وأن الصحابي خالد بن الوليد هو جدها مما خلق ردة فعل غاضبة في المجتمع الكويتي والعربي الذي طالب عدد منهم بفتوى شرعية لايقاف تجاوزاتها [بحاجة لمصدر]، وخرجت بتصريحات تؤكد من خلالها علاقتها بالجن في مستشفى عرقة بمنطقة الرياض وأنها وقفت وراء الحملة التي اطلقها العديد من الشباب فيما يعرف ب«اليوم العالمي للجن»، حيث قاموا بالعديد من التصرفات الأمر الذي دفع بالجهات الأمنية للتدخل لإيقاف الحملة.

### الرسالة الموجهة للمغربيات
قامت في مارس 2012 بمقطع نشرته لها على موقع اليوتيوب بتوجيه رسالة بنبرة تهديد لنساء المغرب في حال عدم كفهن عن التطاول على بنات الكويت، وبررت وصفها بخضوع المغربيات لابتزازات مادية، وهددت بعض الفتيات المغربيات بقدرتها على نشر فيديوهات مسيئة لهن، وعبرت إحدى المغربيات عن غضبها مما جاء في رسالتها، معتبرة أنها إساءة بالدرجة الأولى إلى المرأة الكويتية، وردت أخرى انه ليس من أخلاقنا كمغربيين أن نسب إخوتنا في دول الخليج مهما تحاملتِ وتطاولتِ برسالتك وقمتِ بتهديد بناتنا وأخواتنا المغربيات، قامت بعد ذلك قامت بالاعتذار عن ذلك وقالت انها لم تقصد الكل بل البعض منهن ممن يتطاولن على بنات الكويت.

### قيادة السيارة في السعودية
في سبتمبر 2013 قامت بتحميل مقطع وهي متنكرة بزي رجال وهي تقود السيارة في السعودية ملثمة بالشماغ الأحمر قائلة انها اجبرت على ذلك لإحضار اسطوانة الغاز في شهر رمضان 1434 هـ أي قبل شهر من تحميل المقطع بحكم ان قيادة السيارة للنساء في السعودية غير مسموح بها.

### التأثير والشخصية
شخصيتها أثرت في الناس مما حدا بالبعض لتقليدها تقليدا أعمى وصل إلى حد السخرية ووضعها في قالب فكاهي بسبب التصريحات الغير منطقية التي تصدر منها.
حيث أن، في شهر رمضان لعام 2013 تم تقليدها مرتان، الأولى كانت ضمن مشهد في الحلقة التاسعة من الرسوم متحركة خوصة بوصة 2 وهي لشخصية المصرية التي تعمل في البيت بعد أن فقدت وعيها وعندما استفاقت صرخت قائلة «وين الماي» التي اشتهرت بها، والثانية كانت في الحلقة الثامنة والعشرين من برنامج واي فاي 2 حيث قامت الممثلة ريماس منصور بتقليدها عبر شخصية «بلوى المصيري».